# Kaynarpınar
Kaynarpınar (türkisch für kochende Quelle), (kurd. Liçik ) ist ein Dorf im Landkreis Karlıova der türkischen Provinz Bingöl. Kaynarpınar liegt in Ostanatolien auf 1750 m über dem Meeresspiegel, ca. 35 km nordwestlich von Karlıova. Die Ortschaft war ehemals von Armeniern besiedelt. Heute leben hier Kurden.
Der ursprüngliche Name der Ortschaft lautet Liçik. Dieser Name ist armenischen Ursprungs.
1985 lebten 1007 Menschen in Kaynarpınar. Zwischen 1990 und 2000 verließen ca. zwei Drittel der Bevölkerung Kaynarpınar. Im Jahr 2009 hatte die Ortschaft 171 Einwohner. In der Nähe des Dorfes liegt eine Kaserne der Jandarma.